# Bì Sơn
Bì Sơn (Uyghur: گۇما ناھىيىسى‎, ULY: Guma Nahiyisi, UPNY: Guma Nah̡iyisi?; tiếng Trung: 皮山县; bính âm: Píshān xiàn) là một huyện của địa khu Hotan, khu tự trị Tân Cương, Trung Quốc.

### Trấn
- Cố Mã 固玛镇
- Đỗ Ngoã 杜瓦镇

### Hương
| - Khoát Thập Tháp Cách (阔什塔格乡) - Khắc Lý Dương (克里阳乡) - Khoa Khắc Thiết Nhiệt Khắc (科克铁热克乡) - Tang Chu (桑株乡) - Mộc Cát (木吉乡) - Kiều Đạt (乔达乡) | - Mộc Khuê Lạp (木奎拉乡) - Tàng Quế (藏桂乡) - Bì Á Lặc Mã (皮亚勒玛乡) - Bì Tây Na (皮西那乡) - Ba Thập Lan Can (巴什兰干乡) |

### Hương dân tộc
- Hương dân tộc Tatjik - Á Ba Đề (垴阿巴提塔吉克族乡)
- Hương dân tộc Kyrgyz - Khang Khắc Nhĩ (康克尔柯尔克孜族乡)